# Korňanský ropný pramen
Korňanský ropný pramen (slovensky Korniansky ropný prameň) je přírodní památka vyhlášená k ochraně unikátního přirozeného povrchového vývěru lehké ropy doprovázeného výrony samozapalujícího se methanu a občasným bubláním. Vyhlášen přírodní památkou byl v roce 1973. Nachází se v obci Korňa v okrese Čadca v chráněné krajinné oblasti Kysuce.

## Historie
Během druhé světové války využívali obyvatelé Korně ropu z pramene jako palivo k osvětlení a vytápění svých příbytků, mazání kol vozů a obuvi jakož i k „léčbě“ kožních chorob dobytka.

## Přírodní poměry
Předmětem ochrany je aktivní přírodní povrchový vývěr ropy s pozvolným odtokem, doprovázený výronem plynu (CH4), dokumentující roponosnost flyšového pásma. Význam tohoto ropného pramene zvyšuje skutečnost, že se zachoval jako jediný z několika dalších menších výskytů povrchového výtoku ropy v regionu Kysuc a vůbec na Slovensku i ve střední Evropě. Typově se jedná o parafinickou ropu s nízkým obsahem olejů, malým množstvím aromatických uhlovodíků a asfalticko-smolných látek.
Chráněné území má rozlohu 0,171 hektaru.
Na místě vývěru ropy se v minulosti uskutečnilo několik vrtů, ukázalo se však, že těžba by byla vzhledem k malému množství ropy ekonomicky náročná a nerentabilní. Ropný pramen dodnes nenašel žádné využití, je jen unikátní turistickou atrakcí. V blízkosti však bylo nalezeno ložisko zemního plynu, který může v budoucnosti sloužit k vytápění budov v obci.

## Fotogalerie

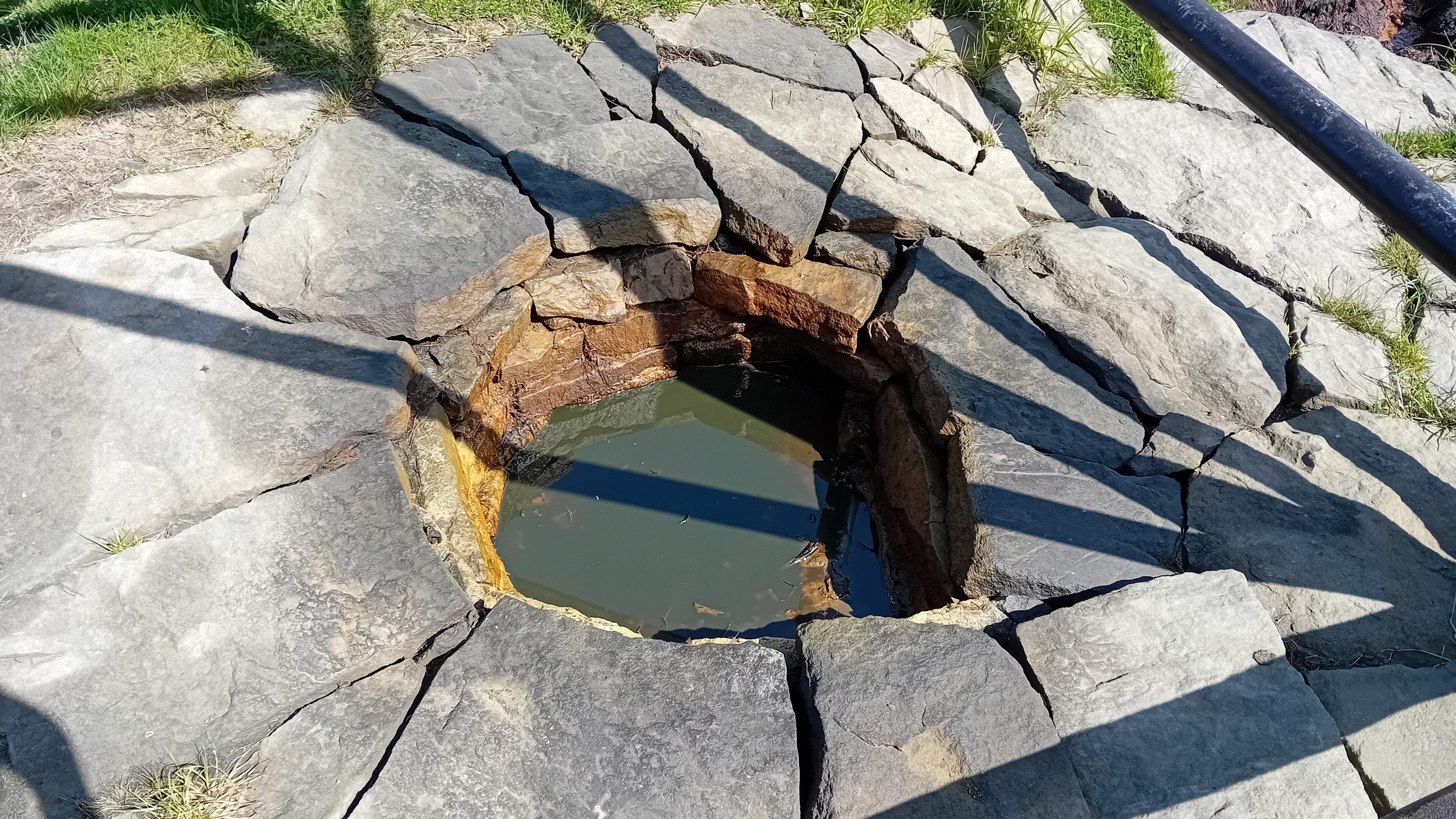
Vývěr pramene
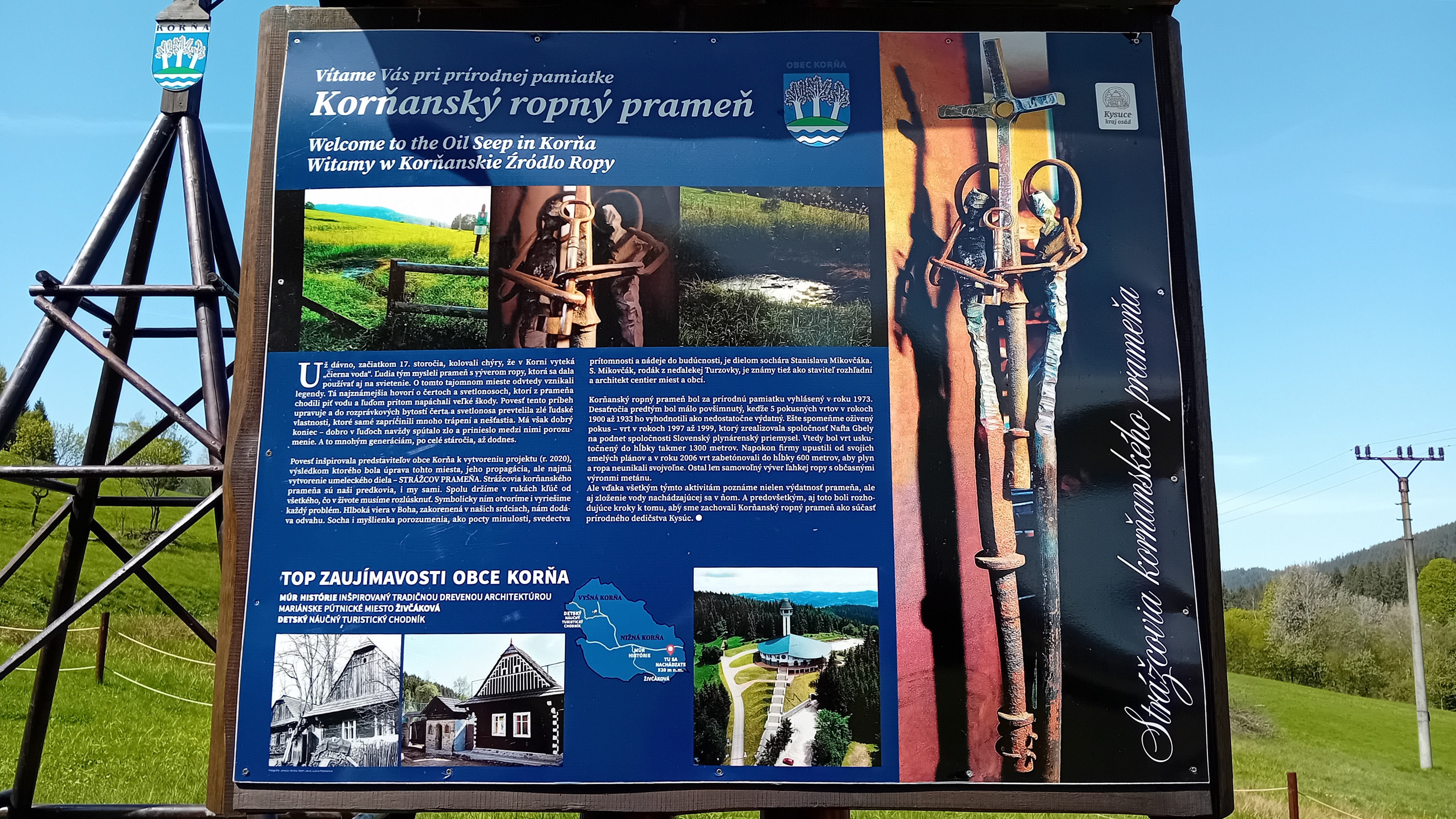
Informační tabule
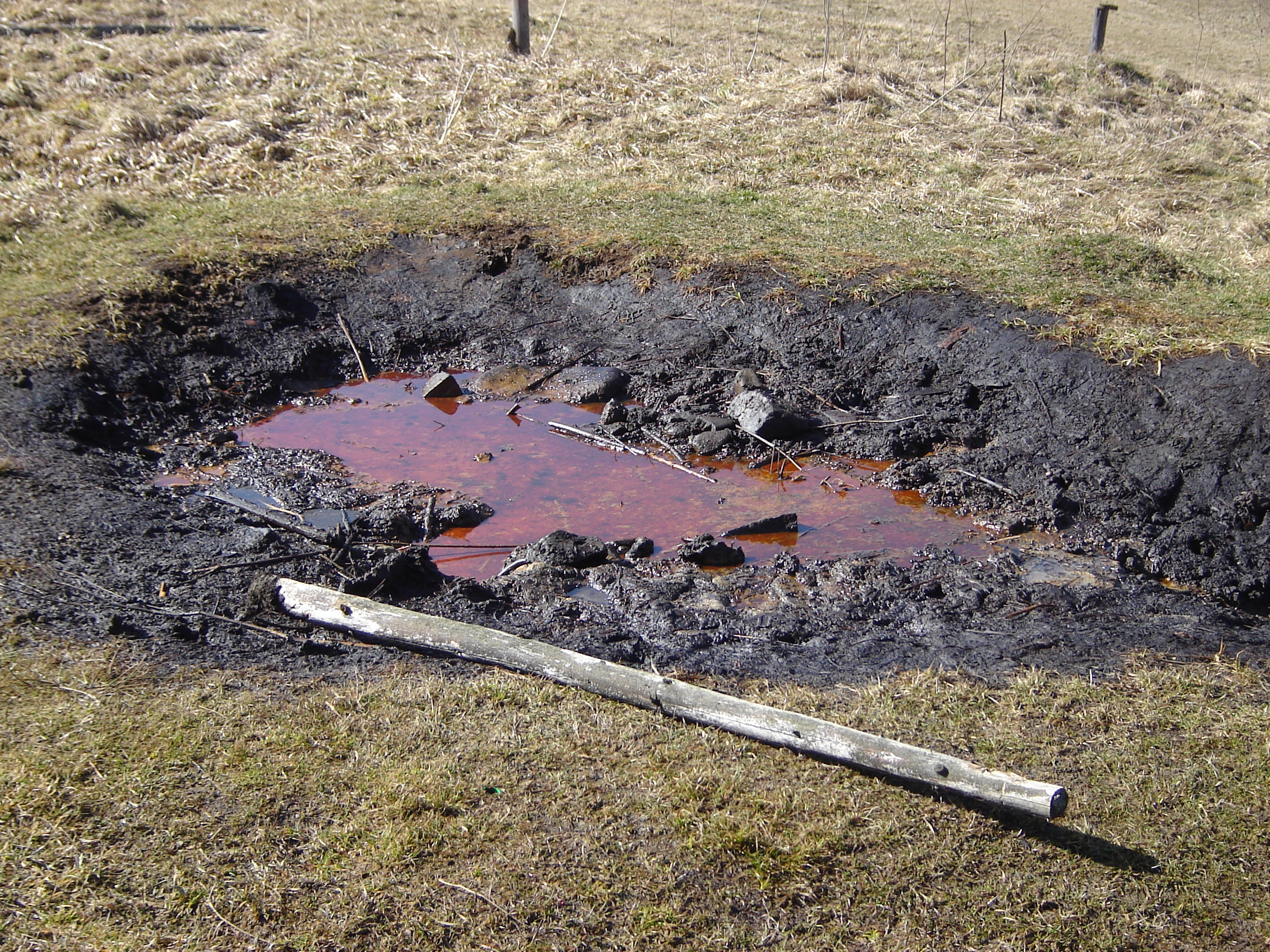
Stav před rekonstrukcí